# 木川泰弘
木川 泰弘（きがわ やすひろ、1956年10月17日 - ）は、日本の陸上競技選手。専門は棒高跳。

## 経歴
香川県観音寺市出身。香川県立三豊工業高等学校から順天堂大学に進学し、その後は教職員。
高校2年生時の1973年、インターハイ棒高跳で優勝。準優勝は同校で1学年上の高橋卓巳だった。
翌1974年のインターハイでも連覇を達成。同年、テヘランアジア大会に出場し、5m00（当時の高校日本記録）で金メダルを獲得した。
1978年に開催されたバンコクアジア大会にも出場し、5m00で銅メダルを獲得。
1979年、東京で開催されたアジア陸上選手権でも5m00で銅メダルを獲得。
香川県内では鉄道ファンとしても知られている。職員としての仕事と選手としての活動のかたわら、地域の子どもたちに鉄道の魅力を伝える活動をしており、これが高じて2019年に比地大駅に隣接する空き地に私設の鉄道博物館である「Kトレインワールド」を設立させた。